# Äspskär (Kökar, Åland)
Äspskär med Kantör och Lilla Tistronskär är en ö i Åland (Finland). Den ligger i Skärgårdshavet och i kommunen Kökar i landskapet Åland, i den sydvästra delen av landet. Ön ligger omkring 57 kilometer öster om Mariehamn och omkring 230 kilometer väster om Helsingfors.
Öns area är 30,1 hektar och dess största längd är 1 kilometer i öst-västlig riktning.

## Delöar och uddar
- Äspskär 59°53′47″N 20°53′53″Ö / 59.89626°N 20.89808°Ö
- Kantör 59°53′37″N 20°53′24″Ö / 59.89369°N 20.8901°Ö
- Lilla Tistronskär 59°53′51″N 20°53′39″Ö / 59.89755°N 20.89421°Ö